# サイエンス・フィクション

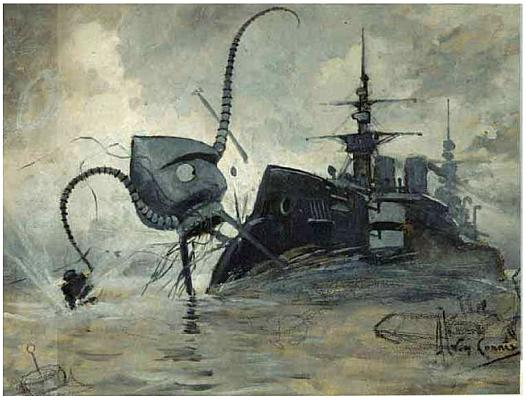
H.G.ウェルズ『宇宙戦争』のイラストレーション。Henrique Alvim Corr画（1906年）

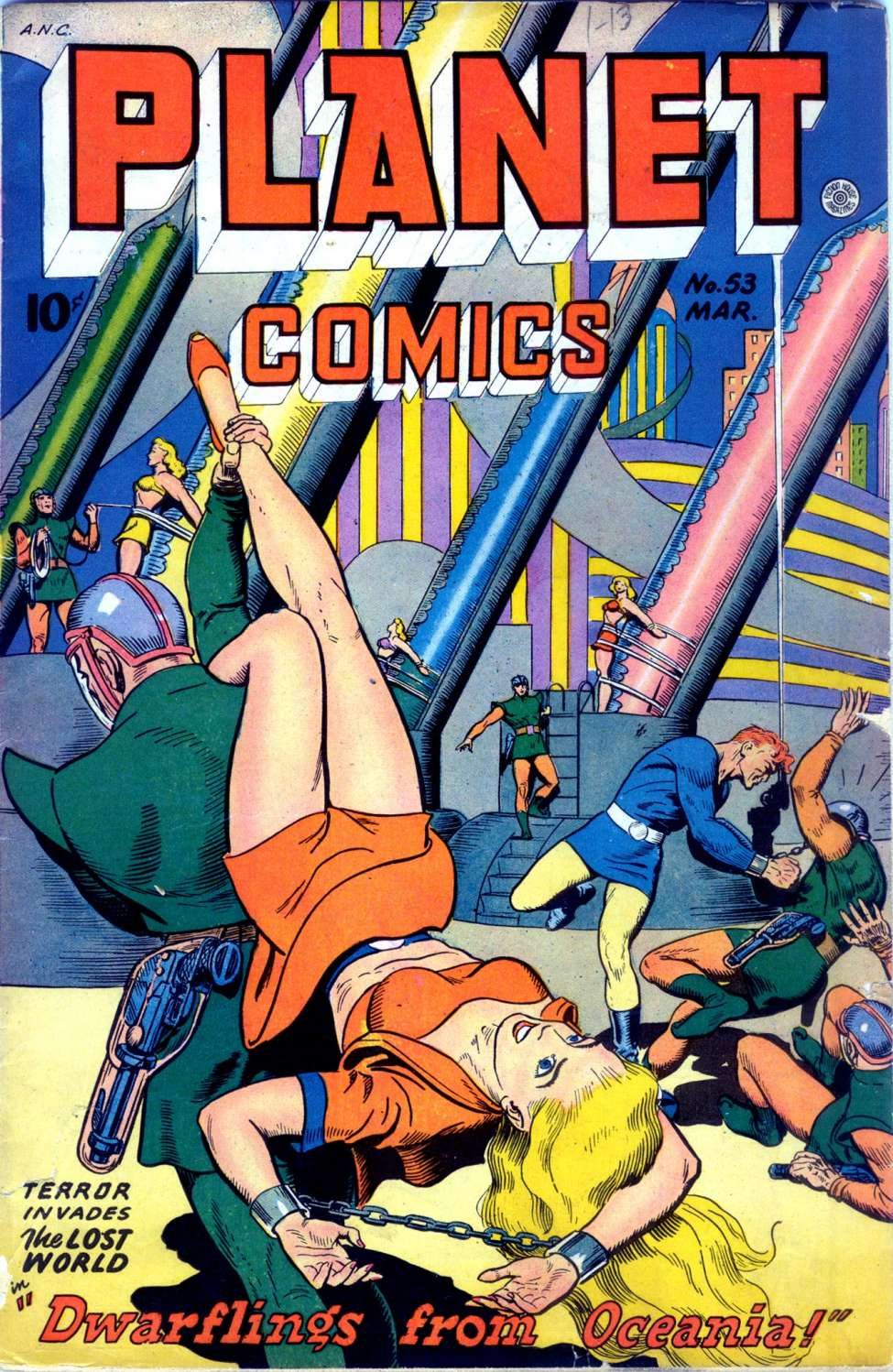
SF漫画雑誌『プラネット・コミックス』

サイエンス・フィクション（英語: Science Fiction、略語：SF、Sci-Fi、エスエフ）は、科学的な空想にもとづいたフィクションの総称。メディアによりSF小説、SF漫画、SF映画、SFアニメなどとも分類される。日本では科学小説、空想科学小説とも訳されている（詳細は呼称を参照）。

## 呼称

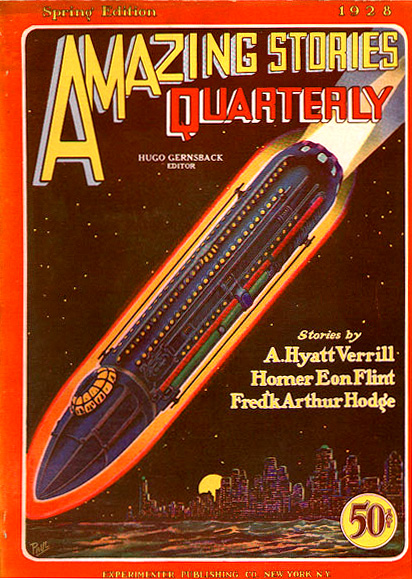
世界初のSF雑誌『アメージング・ストーリーズ』

「サイエンス・フィクション」という名前を生み出したのは、世界初のSF雑誌『アメージング・ストーリーズ』の初代編集長ヒューゴー・ガーンズバックである。ただし、「サイエンス・フィクション」ではなく、「サイエンティフィクション」（Scientifiction、Scientific+Fiction）と呼ぶことを好んだ。
SFにおけるニュー・ウェーブ運動の参加者は、「SFは科学小説ばかりではない」という見解から「SFはサイエンス・フィクションの略ではなく、スペキュレーティブ・フィクション（思索的小説）の略だ」と主張。
Sci-Fi（サイ・ファイ）という略語は1954年にフォレスト・J・アッカーマンにより公式に用いられた。ただし、ロバート・A・ハインラインはこれよりも6年早く、この用語を私的な書簡で用いている。サイエンス・フィクションがポップカルチャーの世界に進出すると、熱心なSF作家やファン達は、“Sci-Fi”という略語を、低予算・低技術のB級映画や、低品質なパルプSFと関連付けるようになった。1970年代までにはテリー・カーやデーモン・ナイトらのSF批評家達が、略語“Sci-Fi”を真面目なSF作品からやっつけ仕事を区別する用語として使うようになり 、1978年頃にはスーザン・ウッドその他の批評家により、“Sci-Fi”に対し「スキフィ」という発音が導入された。ピーター・ニコルスは、「SF（エス・エフ）」という略語が「SF作家と読者の間で好まれている適切な略語である」と述べた 。デヴィッド・ラングフォードによるSFファンジン『Ansible』には、“As Others See Us（他人の目）”と題された連載記事があり、そこでは略語“Sci-Fi”がジャンル外の人々により侮蔑的な意味で使用されている多数の例が掲載されている 。1990年代に入ると、米国でSci-Fi Channel（Syfy）が開局する等、必ずしもネガティブなニュアンスとは限らなくなってきている。
日本では過去には「科学小説」「空想科学小説」「幻想科学小説」「未来科学小説」などの呼称もあり、この中でも「科学小説」は戦前、「空想科学小説」は戦後の一時期に広く使用されたが、1970年代頃以降は「SF（エスエフ）」が普及した。

## 定義
サイエンス・フィクションの定義は、幅広いサブジャンルとテーマを含むために困難である。デーモン・ナイトはその困難さを「サイエンス・フィクションは、その時にそう呼ばれたもの」と述べた。ウラジーミル・ナボコフは、仮に厳格な定義をするならば、シェイクスピアのテンペストはサイエンス・フィクションに違いないだろうと述べた。
ロバート・A・ハインラインは、「読むことのできる大半のサイエンス・フィクションの手軽で簡潔な定義は、過去や現在の現実社会や、科学的手法の性質と重要性の十分な知識に基づいた、可能な未来の出来事に関する現実的な推測」と述べた。ロッド・サーリングは「ファンタジーは不可能な事を起こりそうに描いたもの、サイエンス・フィクションは起こりそうも無い事を起こりそうに描いたもの」と述べた。アイザック・アシモフは著作で、単に宇宙船や宇宙人が登場するのがサイエンス・フィクションではなく、価値観の転倒による驚き、すなわちセンス・オブ・ワンダーが必要と述べた。
長山靖生は、SFの成立は「新しくて古い。遡ればどこまでも古く、人類の想像力の始まりの地点」までも遡れるとし、「オデュッセイアや聖書、日本なら古事記や竹取物語をSFとして読む」ことも可能とした上で、このジャンルを厳正に定める者は1920年代（ヒューゴー・ガーンズバックがSF専門誌アメージング・ストーリーズを発行した時期）を成立とするのが常例とした。
大森望は、SFの指標として「科学的論理を基盤にしている。また、たとえ異星や異世界や超未来が舞台であっても、どこかで「現実」と繋がっている（ホラー、ファンタジーとの区別）」「現実の日常ではぜったいに起きないようなことが起きる（ミステリとの区別）」「読者の常識を覆す独自の発想がある（センス・オブ・ワンダーまたは認識的異化作用）」「既存の（擬似）科学的なガジェットまたはアイデア（宇宙人、宇宙船、ロボット、超能力、タイムトラベルなど）が作中に登場する（ジャンル的なお約束）」の四つをあげている。
超自然現象を扱った作品は「スーパーナチュラル」に分類されるが、SFやファンタジーの要素を含む作品もあり境界は曖昧である。
『鋼鉄都市』のようにSF要素を含みながら、その世界観の下で論理的な捜査と考察を行う推理小説は「特殊設定ミステリー」と呼ばれている。

## 歴史

### 創世以前のSF
最初のSF作家として普通認知されているのは、ジュール・ヴェルヌもしくはH・G・ウェルズである。しかしそれ以前にもSFではないがSF的な文学は存在した。おそらく最古のSF的小説は、2世紀に古代ギリシアの作家ルキアノスの書いた『本当の話』と『イカロメニッパス』であろう。『イカロメニッパス』では、主人公のメニッパスが両手に翼をつけてオリュンポス山の上からイカロスのように（イカロ）飛び立って月の世界に行き、そこで月の哲学者と会う。そしてかれに、目を千里眼にしてもらって地上を見て、世界の小ささを実感する。日本の竹取物語（平安時代）は月から人が来る設定であり、浦島太郎（室町時代）では時間の流れの歪みが描かれている。8世紀のアラビアンナイトにもSF的なストーリーが含まれる。14世紀にダンテ・アリギエーリによって書かれた『神曲』も、当時の科学的知見が盛り込まれ、天国篇では、主人公ダンテが天動説宇宙に基づいて構想された天界を遍歴し、恒星天の上にまで昇っていくストーリーである。
神話まで遡ると、エジプト神話ではすでに月や太陽の神などが登場する。ギリシア神話の月の女神や太陽の神など天界の神々はチャリオット（戦闘用馬車）に乗って天上世界（宇宙）を自在に行き来するとされる。また古代インドの叙事詩「マハーバーラタ」の登場人物（神）が使う超兵器「インドラの雷」が、核兵器を想起させる描写であったり、『ラーマーヤナ』には大気圏外の航行が可能なヴィマナと呼ばれる乗り物が登場するなど、古典や神話の表現が、現代ではファンタジーやSFとして見えることもある。さらにヴィマニカ・シャストラと呼ばれる文献には他の叙事詩とは違い、ヴィマナの詳細な解説や、操縦方法のみが記述されているなど、現代でいうSF作品とその設定資料集の様な関係を持つ作品群も存在している。日本神話においても、天孫降臨伝説は高度な文明を持つ異星人が文字通り“天から来た”と例えれば不自然ではなく、SF的な設定を含んでいる。
コペルニクスが地動説を唱える以前の天動説が信じられていたり宇宙を天界（ヘブン）と混同していた時代に書かれた物語や神話は、宇宙旅行のコンセプトを含んでいたとしても「科学的」フィクションとは言えない。
17世紀の天動説が主流であった当時、1620年代ごろに天文学者ヨハネス・ケプラーが地動説の考えに基づいて書いた小説『ケプラーの夢』（ラテン語 Somnium）がある。この小説は、アイスランド人ドゥラコトゥスが地球（ヴォルヴァ）と月（レヴァニア）を自由に往復する精霊に連れられて月世界へと旅行する物語である。シラノ・ド・ベルジュラックは1657年に「月世界旅行記」を出版した。これは、ロケットによる月旅行を描いた最初の作品とされている。また、北極に異世界が存在するという設定はen: The Blazing World（1666年）に、地球内部が空洞であり異世界が存在するという設定はen: Niels Klim's Underground Travels（1741年）に描かれている。ヴォルテールによるen:Micromégas（1752年）は、シリウスを周回する惑星と土星からの来訪者が地球にやってくるというストーリーである。
ジョナサン・スウィフトのガリヴァー旅行記には科学者が住む飛行する島ラピュータが登場する。島は底部の天然磁により磁鉄鉱の豊富な土地の上空を自在に移動できるなど科学的な設定があり、地上に住む人間を押しつぶすなど兵器として使われるシーンもある。

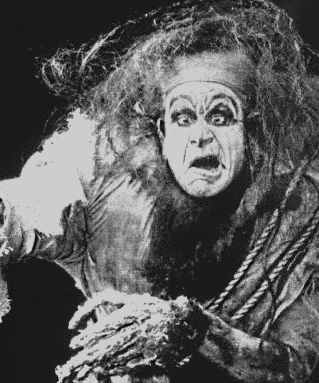
映画『フランケンシュタイン』（1910年）

さらに、1816年に当時19歳のメアリー・シェリーが書いた『フランケンシュタイン-あるいは現代のプロメテウス』がある。科学者ヴィクター・フランケンシュタインが死体を集めて繋ぎ合わせ、人造人間を作ることに成功する。しかし、その醜さゆえに彼は、人造人間（”怪物”）を放棄する。造られた”怪物”は「こころ」を持ち、幾度か人間と交流を試みるが、醜い容姿のせいでことごとく拒絶される。絶望した”怪物”は自らヴィクターの元に現れ、自分の伴侶となり得る女性の”怪物”を一人造るように要求する。彼は一度約束したが、女性の完成間近になってそれを破る。怒った”怪物”は、ヴィクターの妻や友人を殺害。ヴィクターの方もその死に怒り、”怪物”を殺すために追跡を始める。しかし、長い追跡の末、北極海でヴィクターは衰弱し死亡する。”怪物”は彼の亡骸の前で、複雑な心境を語った後、自ら焼死するために北極海へと消えた。
この小説は、メアリー・シェリーが夫（パーシー・シェリー）と共にバイロンの別荘（ディオダティ荘）に行った際の構想を元に書かれたものである（ディオダティ荘の怪奇談義）。ある日バイロンは怪奇小説を書いて互いに見せ合う事を提案した。パーシーとバイロンは途中で小説を投げ出した（バイロンがこの時書いた構想を借りて、彼の主治医であるジョン・ポリドリが『吸血鬼』を書いた）が、メアリーはこれを仕上げた。
メアリーの『フランケンシュタイン』はSF的テーマを扱いながらも「怪奇小説」であり、科学小説を書こうというモチベーションによって書かれたわけではないが、ブライアン・オールディスをはじめとする後世の多くの作家や評論家たちがメアリーに先駆的な業績を認め、SFの先駆者あるいは、創始者であると捉えている。一方で、『フランケンシュタイン』は確かに重要な作品ではあるが、SFの起源とすることはSFの領域を拡張させ過ぎている、という意見も存在する。
19世紀前半の作家エドガー・アラン・ポーも、SFの開祖の一人である。彼の作品は人間心理の異常性に踏み込んだ怪奇・恐怖小説が多いが、『鋸山奇譚』・『大渦に呑まれて』・『ハンス・プファールの無類の冒険』など、科学知識を応用した作品も見られる。特に『ハンス・プファールの無類の冒険』は、気球による月世界旅行を描いたもので、当時の最新の科学知識を用いた、まさに正統派のSFであった。ヴェルヌやウェルズもポーの影響を受けており、現代SFの発展に功績があったといえる。

### 創世期のSF

#### ジュール・ヴェルヌ

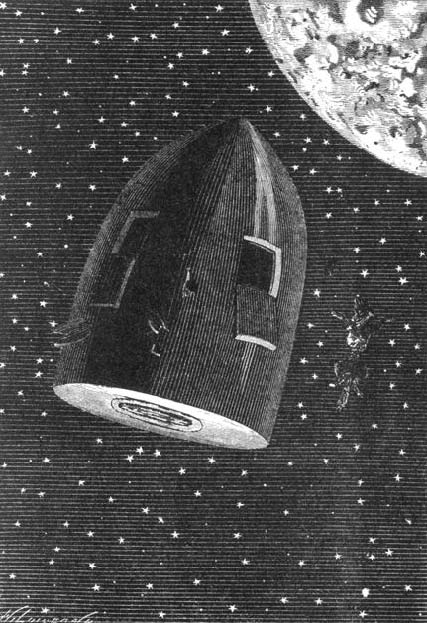
ジュール・ヴェルヌ『月世界旅行』挿絵（1868）。SFイラストレーションの嚆矢でもある。

ジュール・ヴェルヌは若い頃は大デュマに師事してロマン劇を書いていたが、愛読書のエドガー・アラン・ポーの小説にある科学技術を織りまぜて現実性をより高めるという手法に注目し、1863年に冒険小説『気球に乗って五週間』を発表した。この作品は純粋なSFではないが、ヴェルヌの作風に多大な影響を与えた。
本格的な科学小説としては1865年に書かれた『月世界旅行』（邦題では『月世界探検』とも）が最初といえる。月世界旅行では砲弾に乗って月へ行くという科学的な宇宙旅行が初めて描かれておりSFの嚆矢としての意義は大きい。その後も『海底二万里』や『インド王妃の遺産』など多くの科学小説が書かれた。ヴェルヌの作風は当時正しいとされていた科学知識を活用したものがほとんどで、当時としては現実味と説得力があり、その点が、それまでの（上述されたような）作品群と異なる。科学を賞賛した一方で人間が科学に支配されることについて危機感を抱くという先見の明もあり、『国旗に向かって』（別題：『悪魔の発明』）や『二十世紀のパリ』などの作品で強い警鐘を鳴らしてもいる。

#### ハーバート・ジョージ・ウェルズ

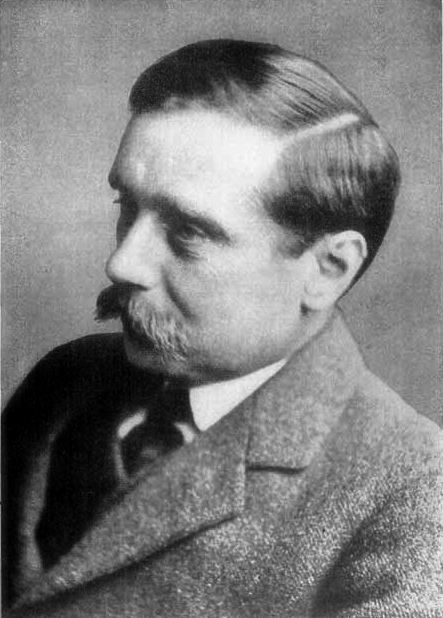
H・G・ウェルズ

ヴェルヌの『月世界旅行』の30年後にイギリスでH・G・ウェルズが『タイム・マシン』を書いた。
『タイム・マシン』は、主人公のタイムトラベラー（名前は明かされない）が時間を移動する機械を発明し、西暦80万2701年の世界へ行く物語。人類が二種に分岐した未来の世界では、美しい体つきをしたエロイという人類が、理想郷的な世界で無為に暮らしている。地下にはモーロックというもう一種の不気味な人類がいて、エロイ達を喰って生きている。タイムマシンをモーロック達に持ち去られた主人公は、恋人となったエロイのひとりとともにタイムマシンを探し出し、地下世界から奪い返す。そしてさらに未来へと旅立ち、人類の終焉、生物と地球の終焉を見た後に現代に帰還する。
注目したいのは、ヴェルヌが冒険小説的な科学小説を書いたのに対し、ウェルズはファンタジーをベースにしたSF小説を書いている点である。ヴェルヌは、『海底二万里』などで（当時の）現代世界を描き、ともすれば単なる科学礼賛になりがちであったのに対し、ウェルズは将来の世界を描き、前述した要素を取り入れる事で「現実から外挿される世界を書きながらも現実という束縛を離れる」という現代SFの特徴を最初に取り入れている。しかもユートピアにおけるファンタジーを描きながらも、アンチ・ユートピア的な側面をも描き、文明批判を描いて思想小説的な要素をも取り入れるという離れ業に成功している。ウェルズは、進化論に影響を受けていたが、『タイム・マシン』でエロイが有閑階級の、モーロックが労働者階級の成れの果てであるのは、この思想と無関係ではないだろう。また、この小説が、「生物の終焉」を扱っている事も見逃してはならない。世界、地球、人類等の終焉（終末テーマ）は、後にウェルズ自身の『最終戦争の夢』、ネビル・シュートの『渚にて』、アーサー・C・クラークの『幼年期の終り』等数多くの小説で描かれるテーマであるが、SFの最初期に書かれたこの小説が、すでに生物の終焉を扱っている事は注目に値する。
ウェルズのもう一つの業績は、SF的ギミック（ガジェット）を数多く「発明」した事にある。たとえばウェルズ以前に書かれた時間小説として知られる、チャールズ・ディケンズの『クリスマス・キャロル』では、「妖精の力」で時を越えるのに過ぎなかったが、ウェルズは「タイムマシン」という時を越える道具を主人公に「発明」させる事で時間を越えている。ウェルズの発明はタイムマシン以外にも、蛸型火星人、透明人間、冷凍睡眠装置、最終戦争等、SFの基本的なギミックのほとんどは、かれが考え出したものである。このためウェルズを評して時に「SF作家はウェルズを読まないほうがいい。自分のやろうとしてる事をすでにウェルズがやっている事を知って愕然とするから」といわれる事がある。
ウェルズやヴェルヌに影響を受けた作家として、アーサー・コナン・ドイルがいる。彼は、シャーロック・ホームズシリーズなどの推理小説以外にも、チャレンジャー教授を主人公とした『失われた世界』（1912年）や『毒ガス帯』（1913年）などのSFも書いた。死去する前年の1929年に発表された海洋SF小説『マラコット深海』は科学的予見に満ちたドイルの傑作である。ヒュー・ロフティングは1927年から33年にかけて、ドリトル先生シリーズで月旅行を描いた。さらに、ジョージ・グリフィスが大衆向けの作品で商業的に成功し、イギリスやヨーロッパではSFが盛んになっていった。

#### ロボットの「発明」とアンドロイド

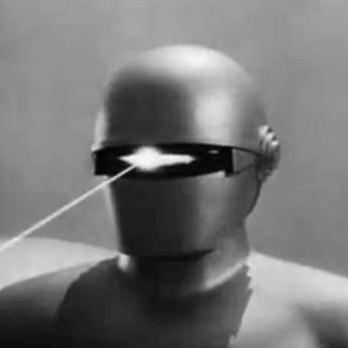
映画『地球の静止する日』に登場するロボット

「ロボット」という言葉は1921年にチェコ・スロバキアの作家カレル・チャペックが書いた戯曲『R.U.R ロッサムの万能ロボット会社』（「R.U.R」はチェコ語なので「エル・ウー・エル」と読む）で初めて使われた（この戯曲に出てくるロボットは、機械人間ではなく人造人間に近い）。この戯曲では、ロボットは人間に代わる労働力として扱われている。
科学が発展の限りを尽くしたが、子供が何故か生まれなくなり人間が減少し、労働力としてロボットが大量に生産される世界が舞台となる。ある時一人の人道主義者の女性が、ロボット達のこの境遇に同情してロボットに心を持たせるよう、ロボット会社R.U.Rに掛け合う。彼女の申し出は、ロボット会社の技術者達が彼女に惚れていたため、即刻叶う事になる。心を持ったロボットらは、自分たちの境遇に憤怒し、反乱を起こして人類を滅ぼしてしまう。この小説は、ただ1人生き残った人類が、男女のロボットが互いに相手をかばい合うのを見て、ロボットたちに「愛」が目覚めたのを知ったところで終わる。解釈はいくつかあるが、非人間的になった人類と人間的なロボットとの対比を用いて、科学批判を行っているという解釈が主流である。
ロボットと並ぶ人造人間の名称、「アンドロイド」は、ヴィリエ・ド・リラダンの長編小説『未来のイヴ』（1886年）によってはじめて世に出された。この作品では、英国貴族エワルド卿が、完璧な肢体と美貌を持ちながら内面はどうしようもない俗物であった美女アリシャ・クラリーに恋焦がれながら、その内面に失望して、友人のエディソン博士に相談を持ちかけた。エディソンはアリシャそっくりのアンドロイド、アダリーを作る。エワルドがイギリスに帰る船に貨物として積み込まれたアダリーは船の沈没により失われ、同船していたアリシャも死亡する。からくも生き延びたエワルドはアダリーが失われたことだけを嘆く。
両作品とも、急速な科学技術の発展や普及を危惧し、警告するという意図で書かれていると言われる。しかし
『R.U.R』や『フランケンシュタイン』の強烈な印象により、以降のロボット・人造人間物は「ロボットが製作者を破滅させる」というプロットの繰り返しとなり、これは後にアイザック・アシモフがロボット工学三原則を編み出すまで続く事となった。

#### オカルティズムとの関わり
SFは、科学を想像力豊かに拡張したもので、魔術やオカルトから最も遠いものだと考える人も多いが、ブリティッシュ・コロンビア大学のアレン・ルーケマは、「オカルティズム」とも形容される現代の秘教的な理論や実践とSFとの関わりを指摘している。19世紀から20世紀初頭にかけて初期のSFは、メスメリズム、心霊主義、神智学といった魔術的な潮流、特に超常現象や超自然的なものを科学的に解明しようとする流れと関わりを持ったことで、その中心的な主題や文体の一部を作り上げた。また、SFの主題、テーマ、イメージの世界は、オカルトの伝統や他のオルタナティブな宗教運動に取り込まれており、相互に影響がある。エドワード・ブルワー＝リットン、エマ・ハーディング・ブリテン、マリー・コレリらは、オカルト的な科学的仮説を小説の中で熱心に表現・探求することでSFを生み出した。オカルトとSFは、超自然現象の「自然」化、事実より仮説を優先すること、未知の力やパワーの未来への投影といった領域で、互いに影響しながら発展しており、再魔術化（re-enchantment）への衝動や科学対宗教という二項対立の調停などでも交わりが見られる。また、超能力、宇宙探査、地球外生命体といったSFの主題は、秘教的伝統の主題でもある。

### 黎明期のSF

#### 科学小説としてのSF：ラルフ124C41+
ウェルズによって最初の完成を見たSF小説であったが、SFがアメリカに輸入されたところで、再び、未来予測的で科学礼賛的な希望に満ちた科学小説の時代になる。
このような傾向を持ったSFの頂点に立つのが、1911年にガーンズバックによって書かれた『ラルフ124C41+』だろう。文章もプロットも今から見れば単純だが、未来予測という点では画期的であった。本作は近未来の生活を扱ったロマンス小説で、執筆当時にはまだ発明されていなかった未来の道具が100以上も描かれている。例えば、蛍光照明、飛行機による文字広告、テレビ、ラジオ、プラスチック、ナイター、3D映写機、ジュークボックス、液体肥料、自動販売機、睡眠学習、電波を利用した電力送信、ガラス繊維、ナイロンなどである。

#### ヒロイック・ファンタジーの流行

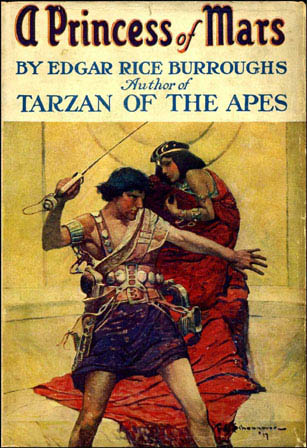
エドガー・ライス・バローズ『火星のプリンセス』表紙(1917)

この頃のアメリカSFのもう一つの潮流としては、エドガー・ライス・バローズの火星シリーズに代表されるヒロイック・ファンタジーの流行がある。バローズは1912年、火星シリーズの第一作『火星の月の下で』（後の『火星のプリンセス』）を書く。
火星シリーズのストーリーは単純にして荒唐無稽である。主人公のジョン・カーターは、ある時肉体から魂が飛び出てしまい、魂だけが火星に飛ばされてしまう。火星は地球よりも科学力が何千年も進んでいるが、文化的には中世を想像させる。地球よりも重力が小さいため、元々体力のあるカーターは、火星ではスーパーマンも同然である。火星の悪人どもを剣でなぎ倒し、ヘリウム大帝国の王女にして絶世の美女でもあるデジャーソリスを救い、彼女と結婚して「火星の大元帥」の地位に収まる。
この作品はヴェルヌのような科学的な説明は無く、御都合主義的で設定に矛盾が多いが商業的には大きく成功した。「バローズ風の」作品は一大ブームを巻き起こし、後のSFとファンタジーに絶大な影響を与えた。バローズが生きている頃には数百人の模倣者がいて、その模倣者の中でも有力な者にはさらに数百人の模倣者がいたという伝説がある。

#### スペース・オペラ
小説のファンタスティックな中世側面からはヒロイック・ファンタジーという剣と魔法で戦うロマンチックな冒険談が生まれ、SF的な火星側面からは、1920年代にスペースオペラと呼ばれる宇宙活劇が産まれた。
当時の代表的なスペースオペラ作家には、エドモンド・ハミルトン、E・E・スミス、マレイ・ラインスター等がいる。宇宙戦争やロボットなど、現在でもしばしばSF小説やSF映画に登場する数々のモチーフの多くが、この頃までに現れている。

#### アンチ・ユートピアSF
だが、すでに1920〜30年代からSF作家たちは、そのような架空の世界に楽天的な空想をはせるだけではなく、科学技術の急速な進歩とその悪用に対して倫理的な歯止めが必要であるとの認識も示していた。死んだ人間の首から上だけを人工的に復活させるグロテスクな技術を描くアレクサンドル・ベリャーエフの『ドウエル教授の首』などがそれであり、さらに第二次世界大戦後には、科学技術による全体主義的管理社会を描いた「アンチ・ユートピア（ディストピア）」ものの代表作であるジョージ・オーウェルの『1984年』も書かれた。

### 1940年代のSF
1940年代はSFの全盛期と、アメリカでは歴史的に言われており、1940年代SFを「黄金時代」（ゴールデンエイジ）のSFと呼ぶ。

#### ハードSFの誕生
1940年代はSFの一大転換期である。それまで荒唐無稽なB級小説に過ぎなかったSFにリアリズムの概念が初めて導入された。リアリスティックなSFの出現は、SF雑誌『アスタウンディング』（後の『アナログ』誌）の3代目編集長ジョン・W・キャンベルの影響が強い。1940年代以前のSFにありがちな荒唐無稽なSFが編集長である彼の元に送られてくると、キャンベルはそれらをこてんぱんに批判した。たとえば、宇宙人が地球人を食用の家畜として飼う話を「食用にするなら地球人を育てるより牛を育てたほうがずっと効率的だ」と批判したり、宇宙人が地球人女性を性の奴隷として連れ去る話を「ちょっと美の感覚が違えば、人間の女でなくとも豚でもよかったはずだ」と批判した。このため、「準光速で走っている宇宙船が突然直角に曲がる」ような小説は無くなった。
最新の物理学的、あるいは天文学的な知識に基づいた科学的な作品はハードSFと呼ばれるジャンルを成立させ、アスタウンディングではアーサー・C・クラークやアイザック・アシモフ、ロバート・A・ハインラインなどが活躍し始める。
しかし「科学的」(に見える事)にこだわったキャンベルは、最終的にダイアネティックスを始めとする疑似科学に傾倒してしまう。ハリー・ハリスンの暴露本によれば、ダイアネティクスにはまったキャンベルは、彼のかかえる作家達に「ダイアネティクス的な」SF小説を書かせる事を強制したという。

#### 出版形態の変化

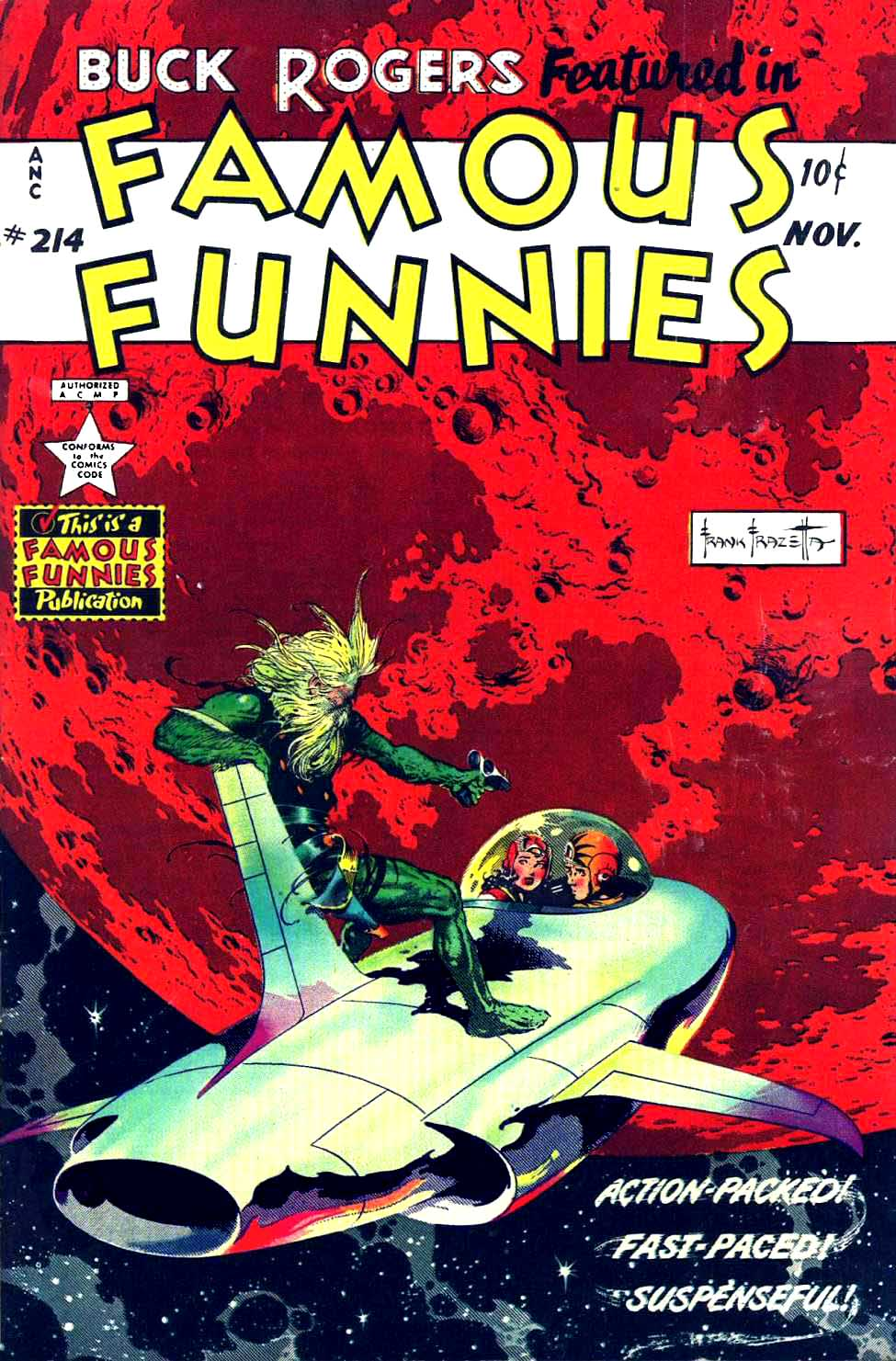

当時、SF作家の主な活躍の場はSF雑誌に掲載される短編であり、それらの雑誌は『アスタウンディング』を中心に1940年代初頭には隆盛を極めていたが、第二次世界大戦によりアメリカのあらゆる産業・資源が軍需に振り向けられる様になると、紙不足により多くのSF雑誌は規模の縮小や休刊を余儀なくされた。
戦後、出征中に家族に過去の雑誌コレクションを勝手に処分されてしまったSFファンの需要を見込んで、そうした過去の雑誌掲載短編を集めた短編集やアンソロジーの出版が盛んになり、さらに書き下ろしのSF長編も出版される様になっていった。また新しいSF雑誌の創刊も相次いだ。
加えて、SF作家の妄想に過ぎなかった筈の原子爆弾が現実の物になった事で、それまで子供騙しの低俗小説と軽視されていたSFは一躍「未来を予測する洞察的文学」とみなされるようになり、1947年にハインラインの『地球の緑の丘』がサタデー・イブニング・ポスト誌に掲載されたのを皮切りに、それまでSFに見向きもしなかった大手の出版社・雑誌もがSF作品を刊行・掲載するようになった。こうしてSFの社会的地位と市場規模は一気に拡大し、多くの作家・読者が加わっていった。

### 1950年代のSF
当時は「黄金時代」と見えた1940年代のSFは、現在の目で見れば、稚拙な作品が散見する。現在から見ると、「真の黄金時代」は、1950年代のSFがふさわしいという説もある。特に1959年に創刊された『SFマガジン』で「英米の50年代SF」を刷り込まれた日本ではその傾向が強い。

#### 社会学的・風刺的SF 文学的SF
1950年代は、キャンベルに代わり、雑誌『ギャラクシー』の編集者ホレース・L・ゴールドと、『ファンタジー&サイエンス・フィクション』の編集長アンソニー・バウチャーがジャンルの主導権を握った。
ゴールドは狭義の自然科学のみならず、社会学により未来を予測した社会学的風刺SFを主導した。また、バウチャーは文学的な香りの高い作品を主に掲載した。

#### 心地よい破滅テーマ

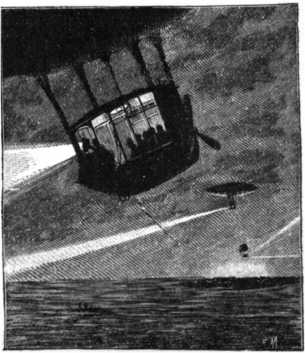
カミーユ・フラマリオン『世界の終わり』(1894)のイラストレーション。破滅テーマは初期から連綿と続くモチーフ。

1950年代以降、冷戦や核戦争による人類の滅亡が現実的な問題となってくると、そのような状況を反映した「終末もの」SF作品が多数生み出された。この時期の「終末もの」の代表作としてネビル・シュートの『渚にて』がある。核戦争が起こって北半球が死の灰に覆われてしまっている。人類は南半球で、次第に南下してくる死の灰におびえながら生活している。
しかし、この時期に書かれた破滅もののSFが真にリアリスティックなものであったかどうかに関しては疑問の声もある。この頃書かれたSF小説は、世界が破滅するという絶望的なシチュエーションでありながら、主人公はなぜか幸福な生活をして哲学者のように来るべき破滅を達観しているものが多い。ブライアン・オールディスはこうした特徴を持つ小説群を指して、皮肉を込めて「心地よい破滅テーマ」と呼んだ。

### 1960年代のSF
SFの模索期であった1960年代には、1950年代ほどの人気が無かったので、黄金期（ゴールデンエイジ）のSFと呼ばれる1950年代SFと比べて1960年代SFをシルバーエイジのSFと呼ぶ事がある。

#### ニュー・ウェーブSF
1960年代には、イギリスを中心にニュー・ウェーブSFの流れが起きた。これは、対象を外宇宙から内宇宙へ、内省的・思弁的な方向に向けたもので、マイケル・ムアコックの主宰する『ニューワールズ』誌を中心に、J・G・バラード、ブライアン・オールディスなどが前衛的な作品を発表した。この流れはアメリカにも波及し、SFと他のジャンルとの中間的な作品や、SFの中で文学的実験を行おうとする作品も現れ、ニュー・ウェーブSFの登場を印象づけた。ムーブメントはフィリップ・K・ディックの『アンドロイドは電気羊の夢を見るか?』やハーラン・エリスン、ロバート・シルヴァーバーグ、サミュエル・R・ディレイニー、ロジャー・ゼラズニイなどに代表される。かれらに共通するのは、人間の社会や歴史、文明、文化に対する巨視的で批判的な視点であり、また、単なる科学の礼賛やその批判ではなく、SFを人間にかかわるあらゆる問題に対する文学的思索（スペキュレーション）の手段として利用していることである。ニューウェーブ運動はSFと現代文学を接続する役割を果たした。

#### ファンタジーとの融合
この時期はまたファンタジーとの融合が試みられた時期でもある。

### 1980年代のSF

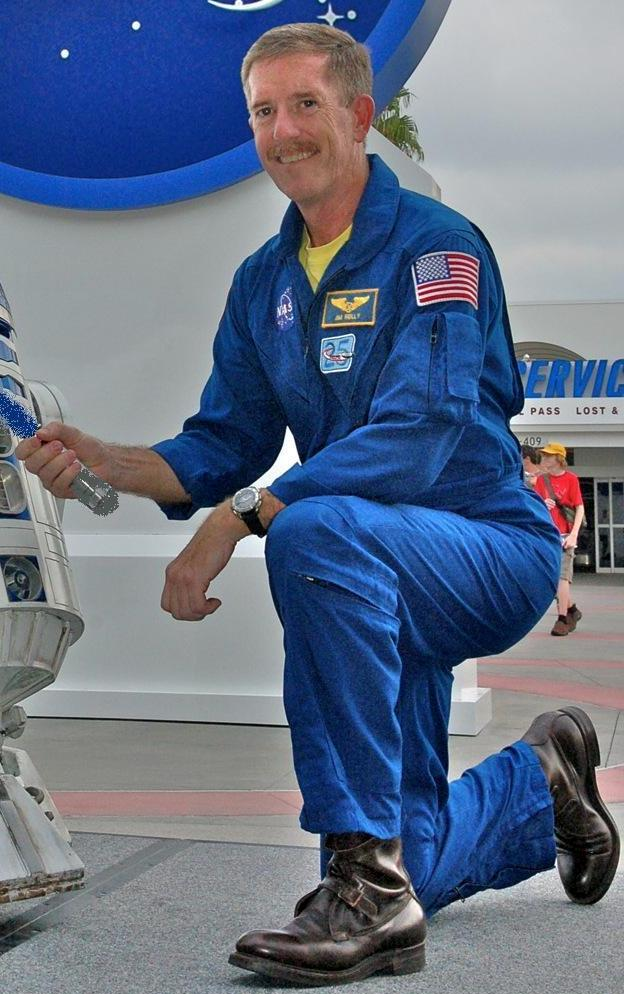
スター・ウォーズのロボットR2-D2と記念写真に写るNASAの宇宙飛行士

#### サイバー・パンク
1984年にウィリアム・ギブスンが『ニューロマンサー』を発表すると、ニューウェーブ運動の成果を踏まえつつコンピュータ・テクノロジーとそれによって大きく変化する社会像に着目したサイバーパンクが一世を風靡した。既にデビューしていたブルース・スターリングがこの分野の旗を振るようになった。この分野の作家には『重力が衰えるとき』のジョージ・アレック・エフィンジャーやルーディ・ラッカーが挙げられる。サイバーパンクの雰囲気を日本語に訳すために黒丸尚はルビを多用した独自の訳文を使った。「サイバースペース」という用語は、1990年代に実社会においてインターネットが普及すると、それを表現するキーワードとして注目された。

### 1990年代以降のSF
ポストサイバーパンクの流れが始まる。代表的なのはニール・スティーヴンスンのスノウ・クラッシュで、この作品でメタバースやアバターといった概念が登場し、後のSF作品やIT社会に大きな影響を与えた。
他にはスペースオペラのような冒険小説プロットとサイバーパンクの流れを汲む豪華なガジェット・装飾的な文体を特徴とするニュー・スペース・オペラ（チャールズ・ストロス、アレステア・レナルズら英国作家がその主な中心となっている）や、サイバーパンクから派生して1990年代後半にはいちど下火になったものの、2000年代後半にパラノーマル・ロマンスなどの隣接分野から新たな書き手が参入して人気を博しているスチームパンク、SF・ファンタジー・ホラーの要素を融合させたニュー・ウィアードなどといったキーワードでくくられる作品群も登場している。
また、10代を対象としたヤングアダルト作品が人気を博し、スーザン・コリンズ『ハンガー・ゲーム』やフィリップ・プルマン『ライラの冒険』のように、このカテゴリーで商業的ヒットを収める作品も増えている。
また、2000年代からはインターネットや電子書籍の普及により、プロアマ問わずウェブ上での活動がますます盛んになっている。〈アシモフ〉〈F&SF〉〈ローカス〉といった専門誌は電子版の発行を始めた。〈クラークスワールド〉などのウェブジン（オンライン専門雑誌）も、ヒューゴー賞セミプロジン部門にノミネートされたり各賞の短編・中編部門に候補作・受賞作が多数輩出したりするなど、従来の紙雑誌とならんで(主に中短編の）有力媒体として定着しつつある。そのほか、コリイ・ドクトロウのように自作をクリエイティブ・コモンズ・ライセンスの下で公開したり、ブログや電子書籍による自費出版を行なったり、ポッドキャストを利用したファンキャスト（オーディオ版ファンジン）がヒューゴー賞の新部門（2012-）となったりするなどの動きもある。

## 日本SFの歴史

### 戦前
横田順彌と長山靖生は、儒学者の巌垣月洲が1857年に記したとされる「西征快心編」（日本をモデルにした架空の極東の島国において、アジア侵略を企てるイギリスを成敗すべく集った憂国の武士たち八千名が軍船に乗り西征の旅に出る作品）が、日本最初のSFと呼ぶべき性格を備えているとしている。長山靖生はのちに、恋川春町の天明八年（1788年）発表の黄表紙であり、義経後日談の形をとった歴史改変物である「悦贔屓蝦夷押領」（よろこんぶひいきのえぞおし）を、日本SFの始まりとしている。彼ら以外にも、江戸時代（1603年）から昭和前期（1945年）にかけて書かれた作品のなかにもSF的な作品が存在する。こうした作品群は、横田順彌によって『日本SFこてん古典』シリーズにまとめられており、現在も日本古典SF研究会などで研究が続けられている。
1878年には日本初の翻訳SF小説となる『新未来記』（原著作者はペーター・ハルティンク）を近藤真琴が書いた。戦前昭和期には押川春浪や海野十三などが空想科学小説を発表している。

### 戦後
戦後、進駐軍の兵士の読んでいたペーパーバックが古書店に並び、その影響の下に再開された。1954年には日本初のSF雑誌『星雲』が刊行された（創刊一号のみ）。その後、様々なSF叢書・シリーズが刊行されはじめた。
1960年の前後に、SF同人誌『宇宙塵』の創刊（1957年）、早川書房の発行する『S-Fマガジン』の創刊（1959年）、第1回日本SF大会の開催（1962年）が続き、本格的な日本SFが立ち上がった。SFマガジンでは日本人作家特集を刊行したが、いまだ日本のSF作家が存在しない時代だったため、佐野洋、高橋泰邦など既存の推理作家に原稿を依頼したばかりでなく初代編集長の福島正実みずから執筆している。戦後初の本格的なSF長編が、今日泊亜蘭の『刈得ざる種』（1962年。のち『光の塔』と改題）である。（ただし、『光の塔』以前にも1953年の丘美丈二郎『鉛の小函』などの長編作品は存在する）
『S-Fマガジン』で募集されたハヤカワ・SFコンテストからは、小松左京・筒井康隆・半村良・光瀬龍・平井和正・豊田有恒らが次々とデビュー。早川書房が発行する雑誌・書籍以外でも、眉村卓・星新一・今日泊亜蘭らがSF作品を発表した。
これらの作家は、欧米のSFの影響を受けながら、それぞれに特徴ある作風で日本独自のSFを展開していった。1960年代から活躍した彼らを「日本SF作家第一世代」と呼ぶ。
また平井和正、豊田有恒、柴野拓美などは、SF漫画の原作やSFアニメの脚本やSF考証などを手がけ、小説に留まらない活躍をした。なお、漫画家の手塚治虫が戦後スタートさせたストーリー漫画の多くがSF物であったため、これに影響を受けた作家も多く（小松左京、筒井康隆など）、小松左京は著書『SF魂』の中で、当時の日本SF界の状況を以下のように表現している。
また、江戸川乱歩は必ずしも系統だてたSFの紹介者ではなかったものの、戦前より続く探偵小説と空想科学小説の縁などもあり、この分野への理解を示し、盟友大下宇陀児らとともに自身の経営する雑誌『宝石』で星新一、筒井康隆ら新人を積極的に紹介した。
さらに、矢野徹・野田昌宏・浅倉久志・伊藤典夫らの優秀な翻訳家は、欧米の優れたSFを紹介するだけでなく、どういうSFが面白いのかという点でオピニオン・リーダーとしての役割を果たした。また、『S-Fマガジン』初代編集長の福島正実は雑誌編集だけでなく、翻訳や創作も手がけ、日本SFの普及に努めた。

### 1970～80年代
日本万国博覧会が大阪で開かれた（1970年）こともあって、1970年代には科学全般に対する世間の関心が高まった。小松左京の『日本沈没』（1973年）がベストセラーになり、1974年には従来の国産SFアニメに比べて本格的な設定が施された『宇宙戦艦ヤマト』がTV放映された。1970年代後半には、映画『スター・ウォーズ』の日本公開（1978年）などもあり、日本においてSFが世間から注目を集めた。一方でSF作家が他分野へ進出するようになり、筒井康隆が「SFの浸透と拡散」と表現した日本SFの変質の始まりでもあった。
また、この年代を中心に眉村卓・光瀬龍・福島正実らが小学生・中学生・高校生向けのジュブナイルの分野を推し進め、映画・テレビドラマ・漫画化される作品を生み出し学生向けSFの分野を確立した。
『奇想天外』（1974年創刊）、『SFアドベンチャー』（1979年創刊）、『SF宝石』（1979年創刊）、『SFの本』（1982年創刊）などのSF雑誌が相次いで創刊され、それぞれ新人賞を設けるなどして新人の発掘にあたったため、『S-Fマガジン』とあわせて、堀晃・横田順彌・田中光二・山田正紀・かんべむさし・野阿梓・神林長平・大原まり子・火浦功・草上仁・新井素子・夢枕獏・田中芳樹・菅浩江らが1970年代から1980年代にかけて続々とデビューした。1970年代前半から活躍を開始した堀晃、横田順彌、田中光二、山田正紀、かんべむさしらは「SF作家第二世代」と呼ばれた。1980年代から活躍を開始した野阿梓・神林長平・大原まり子・火浦功・草上仁・新井素子らは「SF作家第三世代」と呼ばれた。
また、半村良の伝奇SFや平井和正の『ウルフガイ』シリーズは、菊地秀行・夢枕獏・高千穂遙の諸作品を経て、ライトノベルへと連なる源流の一つとなった。
その一方で、作家・評論家の山野浩一は、不定期刊行誌『季刊NW-SF』（1970年-1982年）の刊行やサンリオSF文庫（1978年-1987年）の監修などを通じて、既存の日本SF界を批判しつつ独自の運動をおこなった。山野浩一が主催した「NW-SFワークショップ」には、鏡明・荒俣宏・川又千秋・森下一仁・亀和田武・新戸雅章・永田弘太郎・志賀隆生・高橋良平・山形浩生・大和田始・野口幸夫・増田まもるらが参加していた。
1980年代になると、1970年代に商業デビューしキャリアを重ねていた新井素子・神林長平・夢枕獏らが活躍した。一方で、田中芳樹は当時の和製スペースオペラの代表格であった『銀河英雄伝説』シリーズ本編を1987年に完結させ、その後は伝奇小説などに活動の軸足を移していった。
ビジュアル分野でのSFは引きつづき繁栄し、『風の谷のナウシカ』や『うる星やつら2 ビューティフル・ドリーマー』が公開され、サンライズが『機動戦士ガンダム』の商業的大成功を経て『装甲騎兵ボトムズ』というハードSF的な作品を製作した。SF企画スタジオのスタジオぬえも『超時空要塞マクロス』でSFアニメに参画した。日本SF大会DAICON III、DAICON IVでのオープニングアニメでファンの注目を集めたDAICON FILMは後にガイナックスを設立し、商業アニメに進出する。日本SF作家クラブは1980年、小説以外の作品も対象とする日本SF大賞を設けた。
1983年には筒井康隆作の『時をかける少女』が映画化され大ヒットした。
やがて1980年代後半から1990年代前半にかけて、『SFアドベンチャー』（1979-92年）や第三期『奇想天外』（1987-90年）など、SF雑誌の休廃刊が相次いだ。また、唯一のSF専門誌となった『S-Fマガジン』は、新人賞であるハヤカワ・SFコンテストを1992年に休止した。

### 1990年代
1990年代に入ると、ライトノベルや角川ホラー文庫（1993年-）などの新興レーベルや、日本ファンタジーノベル大賞（1989年-）や日本ホラー小説大賞（1994年-）などの文学賞が、SF作品・作家の実質的供給源としての役割を果たしはじめた。ライトノベル系レーベルには野尻抱介・山本弘・嵩峰龍二・笹本祐一らが登場し、SFやスペースオペラの要素が濃い作品を発表した。日本ファンタジーノベル大賞や日本ホラー小説大賞からは酒見賢一・鈴木光司・瀬名秀明・北野勇作・高野史緒ら、SF作家やSF的要素を含む作品を書く作家たちがデビューした。
1990年代後半になると、ライトノベル系のレーベルや新人賞から古橋秀之（1996年デビュー）や上遠野浩平（1998年デビュー）が登場して人気を博し、大西科学や三雲岳斗らライトノベル系レーベルと一般レーベルの両方で活躍する作家たちの先鞭をつけた。笹本祐一や野尻抱介などライトノベル系レーベルで作品を発表していた作家が、一般レーベルで本格的SFを書きはじめるようにもなった。1996年には早川書房のハヤカワ文庫から、森岡浩之が『星界の紋章』を発表した。
また、笙野頼子や久間十義のように、純文学とSFの融合を志向する流れ（批評家ラリィ・マキャフリィは、ウィリアム・ギブスンの言葉を借り、そうした兆候をアヴァン・ポップと呼んだ）も日本において新たに生まれてきた。
小説以外の分野に目を向けると、1990年代半ばにガイナックスの『新世紀エヴァンゲリオン』が、『宇宙戦艦ヤマト』『機動戦士ガンダム』以来の大ヒットとなり、一般の若者に衝撃を与えるとともに共感を呼んだ。エヴァンゲリオンのほか、高橋しんの漫画『最終兵器彼女』（2000年-2001年）、上遠野浩平の『ブギーポップシリーズ』（1998年-）、『serial experiments lain』（1998年）、新海誠監督アニメ作品（2000年代以降）などセカイ系と呼ばれた作品群やメディアミックス企画が立ち上げられ、小説、漫画、アニメ、ゲームといった多くのメディアに展開されて人気を博した。

### 2000年代以降
1999年に日本SF作家クラブ主催の日本SF新人賞が、2000年には角川春樹事務所主催で小松左京が最終選考を務める小松左京賞が設けられ、本格的に新人の発掘が再開された。2001年には徳間書店が季刊雑誌『SF Japan』を創刊し、若手のSF作家やクリエイターにとっての作品発表の場となった。
2000年代前半には、新作の発表が途絶えていた飛浩隆が『グラン・ヴァカンス』を書き始め、『猫の地球儀』や『イリヤの空、UFOの夏』（共に電撃文庫）の秋山瑞人、『マルドゥック・スクランブル』で日本SF大賞最年少受賞を果たした冲方丁、『第六大陸』と『老ヴォールの惑星』で星雲賞を受賞した小川一水らとともに活躍した。早川書房による2つのレーベル「ハヤカワSFシリーズ Jコレクション」（2002年-）と「次世代型作家のリアル・フィクション」（2003年-2007年）が、彼らに活躍の場を提供した。
同時期には、有川浩が『自衛隊三部作』（2003年-2005年）・『図書館戦争』シリーズ（2006年-2007年）でSFをあまり読まない層からも注目を集めた。桜坂洋『All You Need Is Kill』（2004年）や、近未来のウィーンを舞台にした冲方丁のライトノベル引退作である『シュピーゲル・シリーズ』（2007年-）、アルフレッド・ベスターやグレッグ・イーガンなどのオマージュ作であるうえお久光『紫色のクオリア』（2009年）のように、ライトノベル系レーベルにも本格的なSF作品が出現した。
2006年には日本SF作家クラブ主催で、SFに関する評論を対象とする日本SF評論賞が始まった。
2007年には早川書房の「リアル・フィクション」が刊行終了したが、その後も第7回小松左京賞最終候補の円城塔や伊藤計劃が相次いで早川書房からデビューし、SFジャンルの内外を問わず活躍した。
2009年になると、新人発掘の場であった日本SF新人賞と小松左京賞が共に休止（事実上の終了）となったが、同年には創元SF短編賞が始まり、ここからはデビュー作『盤上の夜』で第147回直木賞候補となった宮内悠介らが輩出している。2013年にはハヤカワSFコンテストが長編新人賞として復活する。また、『年刊日本SF傑作選』（2008年-）、『NOVA 書き下ろし日本SFコレクション』（2009年-、全10巻）といった短編アンソロジーの刊行も始まり、若手・新人作家に発表の場を提供している。
2000年代後半にはアヴァン・ポップの潮流も開花し、円城塔・樺山三英（2007年デビュー）といった前衛的SF作家がデビューしたほか、シオドア・スタージョンの小説に代表される翻訳SFの『奇想コレクション』（2003年-）や『未来の文学』（2004年-）が刊行されるなかで、日本作家による新たな文学叢書『想像力の文学』（2009年-）も生まれた。また評論家の東浩紀のSF小説『クォンタム・ファミリーズ』（2009年）が三島由紀夫賞を受賞、円城塔が「道化師の蝶」（2012年）で芥川賞を受賞するなどした。
また、2009年には、日本SFの英訳シリーズ「Haikasoru」の刊行がアメリカで開始され、ここから刊行された伊藤計劃『ハーモニー』英訳版は2011年のフィリップ・K・ディック賞特別賞を受賞した。また、福岡を本拠とする黒田藩プレスからも日本SFの英訳が刊行されるなど、英語圏における日本SF紹介活動が続いている。
雑誌媒体では、2011年には『SF Japan』が休刊となり、SF専門誌はふたたび『S-Fマガジン』1誌のみとなった。その一方で2010年代からは、黒田藩プレスのホラー専門誌『ナイトランド』や電子雑誌『月刊アレ!』（2011-2013）のように、SF専門誌ではない文芸誌で国内外のSF作品・作家を積極的に取り上げたり、特集が組まれるケースも見られるようになっている。
小説以外の分野に目を向けると、SF的な要素を設定に取り込んだアニメはひきつづき多数製作され、2000年代後半には拡張現実を取り扱った『電脳コイル』（2007）や、夢枕獏のSFをリスペクトした『天元突破グレンラガン』（2007)、『時をかける少女』の細田守による『サマーウォーズ』(2009)、近未来の刑事モノを題材とした『PSYCHO-PASS』（2012)といったSFアニメが登場した。

## 道具立ての変遷

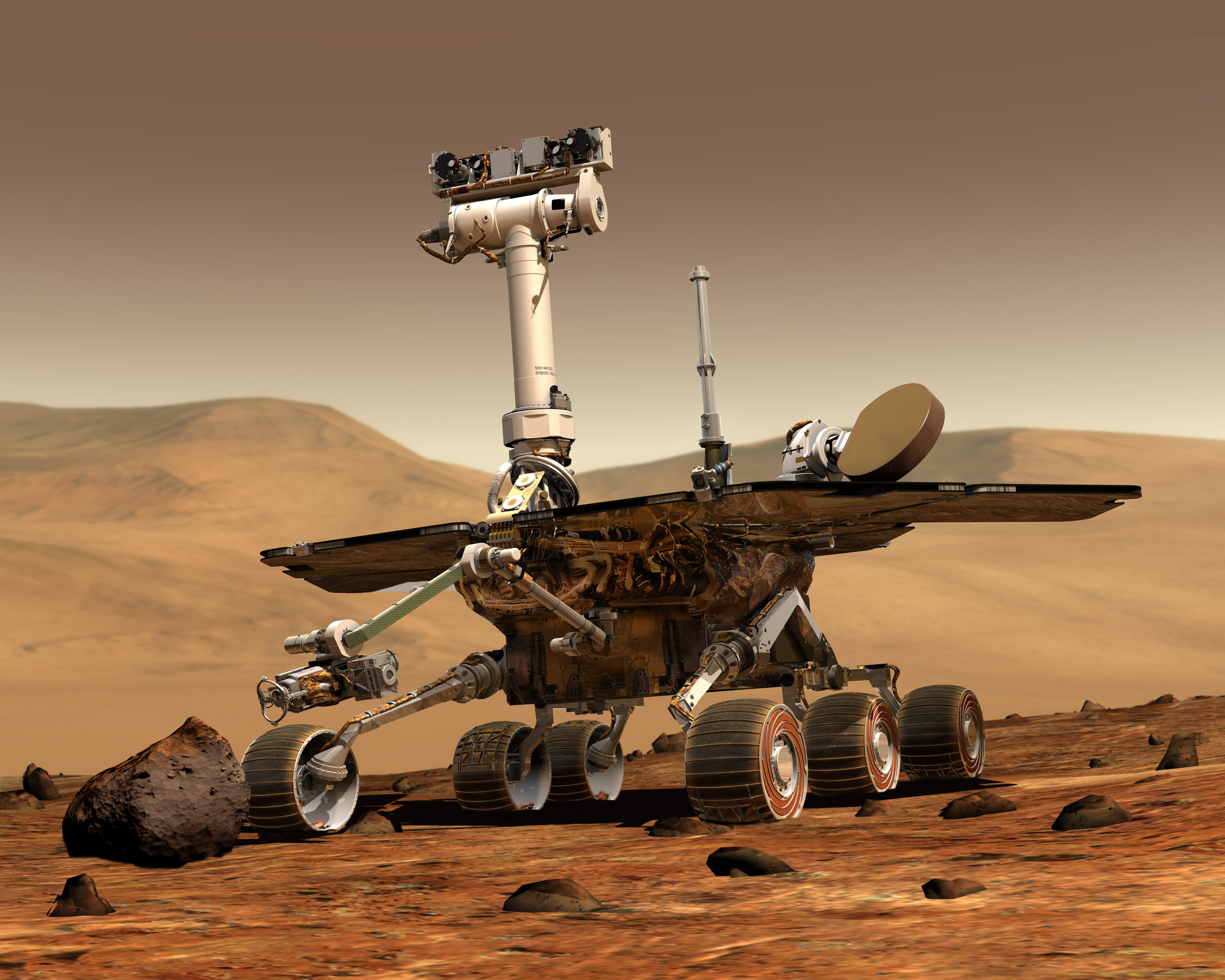
NASAの火星探査機ローバー

SFの道具立て（ガジェット）は、科学技術の進歩に伴って変遷する。
かつて現実味を持ちえた「もしも火星に知的生命体がいたら」などの仮定は、天体観測技術の発展・さらには火星探査機での調査により科学的には否定され、ファンタジーやパロディ的作品の設定として利用するか、その仮定を成立させるためのバックグラウンドの構築をともなうことでしか成立しなくなった。
逆に、手塚治虫らがSF的設定として描いた「人間の接近を感知して自動的に開閉する扉」は、現代では自動ドアとして日常的になっており、未来技術を演出するSFの小道具ではなくなった。どこにいても発着信・通話が可能な携帯電話などもまた然りである。また、コンピュータの進歩によってサイバースペースやAIを小道具に使ったり、バイオテクノロジーやナノテクノロジーなどの最新の研究やその発想を押し進めたSFも書かれている。
その一方で、タイムマシンや超光速航法、超光速通信、反重力などの架空の技術は、考案された当初は様々な架空理論による理論づけがされたが、現在では特別な架空理論を伴わずに、物語開始の時点で既に技術が確立され汎用化しているという前提をもって作品中で使用されることも多い。

## SFと科学技術
SFと現実の科学技術の関係については、科学的知見がSF物語の創作材料となることが多いだけでなく、逆にSFが科学の発展を方向付けることもある。
その典型的な例がロボットである。日本にはロボットアニメの伝統があり、それらに触発されてロボット工学の道に進んだ日本人の技術者は多く、日本がロボット工学で世界の最先端にいるのはこれが原因だ、と分析する者もいる。アメリカでも、「『2001年宇宙の旅』のHAL 9000を実際に作ってみたい」という動機で人工知能の研究を行っている研究者が多い。
ジュール・ヴェルヌの『月世界旅行』も、コンスタンチン・ツィオルコフスキーやロバート・H・ゴダード、ヴェルナー・フォン・ブラウンらのように少年期にこれを読んでロケット工学の研究に着手し、この分野で名を成した研究者がおり、彼らの手によってついには実際に月まで人間を運ぶに至った。一方、H.G.ウェルズのファンであった科学者レオ・シラードは、『解放された世界』に登場した原子力兵器に触発されて核エネルギーの開発に着手、結果として後年に日本への原子爆弾投下が実現してしまった。
携帯電話、テレビ、潜水艦なども、最初はSFの世界で登場し、未来にはきっと存在するであろう技術として概念が普及し、その後に現実世界でも実現した。このように、ある意味ではSFが科学技術へと影響を与えている一面があるとも考えられる。またNASAで最初のアフリカ系アメリカ人の女性宇宙飛行士、メイ・ジェミソンはスター・トレックに多大な影響を受けたと語っている。

## SFの賞
SF作品を対象とした文学賞のうち、英語圏においてもっとも有名なものは、ワールドコン登録者のファン投票によって選ばれるヒューゴー賞と、アメリカSFファンタジー作家協会（SFWA）に所属するSF作家・編集者・評論家などの投票によって選ばれるネビュラ賞の２つである。このほか、ファン投票によって選ばれる賞（ローカス賞など）、選考委員が受賞作を決定する賞（アーサー・Ｃ・クラーク賞、ジョン・W・キャンベル記念賞、フィリップ・K・ディック賞など）、特定の国・地域で発表された作品を対象とする賞（英国SF協会賞、ディトマー賞など）、特定の傾向を持つ作品を対象とした賞（プロメテウス賞、ジェイムズ・ティプトリー・ジュニア賞など）、新人・若手作家を対象とした賞（キャンベル新人賞など）、特定のサブジャンルを対象とした賞（サイドワイズ賞など）、翻訳作品を対象とした賞など、数多くの賞が存在する。世界幻想文学大賞やミソピーイク賞のように隣接ジャンルの賞をSF作品が受賞することもある。
日本においては、日本SF大会の参加者を中心としたファン投票によって選ばれる星雲賞や、日本SF作家クラブ会員の投票によって選ばれた候補作を選考委員が選考する日本SF大賞のほか、SFマガジン読者賞、公募新人賞などがある。
そのほか、ドイツ、フランス、中国、イスラエル、ルーマニア、ブラジルなど各国にそれぞれSFを対象とする文学賞が存在する。

## SFの分類
便宜上、表現形式やテーマ、舞台などから共通する特徴を見いだしてサブジャンル的に扱うこともある。以下はその一例である。
- ハードSF - 科学性に重きを置いた作品群。ハードコアSFとも。
- スペースオペラ - 波瀾万丈の宇宙活劇。その基本となったのは西部劇を換骨奪胎したもの。
  - ニュー・スペースオペラ - 1970年代アメリカの、ラリー・ニーヴンなどを嚆矢とする、ハードSFを意識したスペースオペラ的作品がそう呼ばれた。また、1990年代イギリスを中心とし、シンギュラリティ思想やサイバーパンクの影響も見られる、ハードSFを意識したスペースオペラ作品群もそう呼ばれることがある。
- ワイドスクリーン・バロック - ブライアン・オールディスがアルフレッド・ベスターやA・E・ヴァン・ヴォークトらの作品を評して使った言葉。
- ニュー・ウェーブ - 従来の外宇宙志向SFに対し、心理など内宇宙に主眼を置く作品群。
- サイバーパンク - 退廃的で混沌とし、ネットワークと濃密にリンクした世界設定を用いる。多くの派生ジャンルを生んだ。
- SFコメディ - 『宇宙船レッド・ドワーフ号』『銀河ヒッチハイク・ガイド』など英国喜劇の影響を受けた作品や、日本では横田順彌のナンセンスギャグを主題とした「ハチャハチャSF」と呼ばれる作品群が知られる。
- 時間SF - タイムマシンなどによるタイムトラベルやそれによって発生するタイムパラドックスや時間ループ、時間の速度を扱ったもの。
- 破滅SF - 壊滅的な大惨事、あるいは人類や地球の滅亡を描いたもの。
- ファースト・コンタクトSF - 異星人との初めての出会いの状況を描いたもの。
- 侵略SF - 異星人などによって地球が侵略される状況を描いたもの。
- 超能力SF - 超能力を持った（持ってしまった）人間を描いたもの。
- ミュータントSF - 新人類または突然変異体を描いたもの。
- ロボットSF - ロボットまたは人工知能に関する様々な状況を描いたもの。
- 方程式もの - 「酸素や燃料に余裕のない宇宙船に密航した人間の扱い」をめぐる局限された状況などを描いたもの。
- ディストピアSF - 理想郷（ユートピア）とその対義的状況に主眼を置く。
- 宇宙SF - 宇宙空間に進出した人類文明とその中で活動する人の姿を描く。スペースオペラ、ワイドスクリーン・バロックなど。
- 海洋SF - 深海や海洋を舞台とする。日本では、海洋研究開発機構地球情報研究センターで、海洋SFの普及に向けた取り組みが行なわれている。
- 歴史SF - タイムマシンを扱った歴史改変もの、もしくは過去の歴史時代を舞台としたSF。
- ロストフューチャー - SF的な道具立てを用いて、「我々の時間軸ではすでに実現しなくなったが、ありえたかもしれない未来」を描く。スチームパンクなどはさらに「ありえたかもしれない過去」を描くことがある。
- 未来SF - 未来世界を描くSF。未来史など。
  - 近未来SF - 数十年程度の、比較的近い未来を舞台としたSF。作品が創作された時代の方向性を反映しやすい。
  - 遠未来SF - 数百年-数千年、あるはそれ以上の遠い未来を舞台としたSF。
- 学園(ジュブナイル)SF - 学校を舞台とし、少年や少女が物語の中核をなすもの。